# سبک حاکمیت در فرانسه

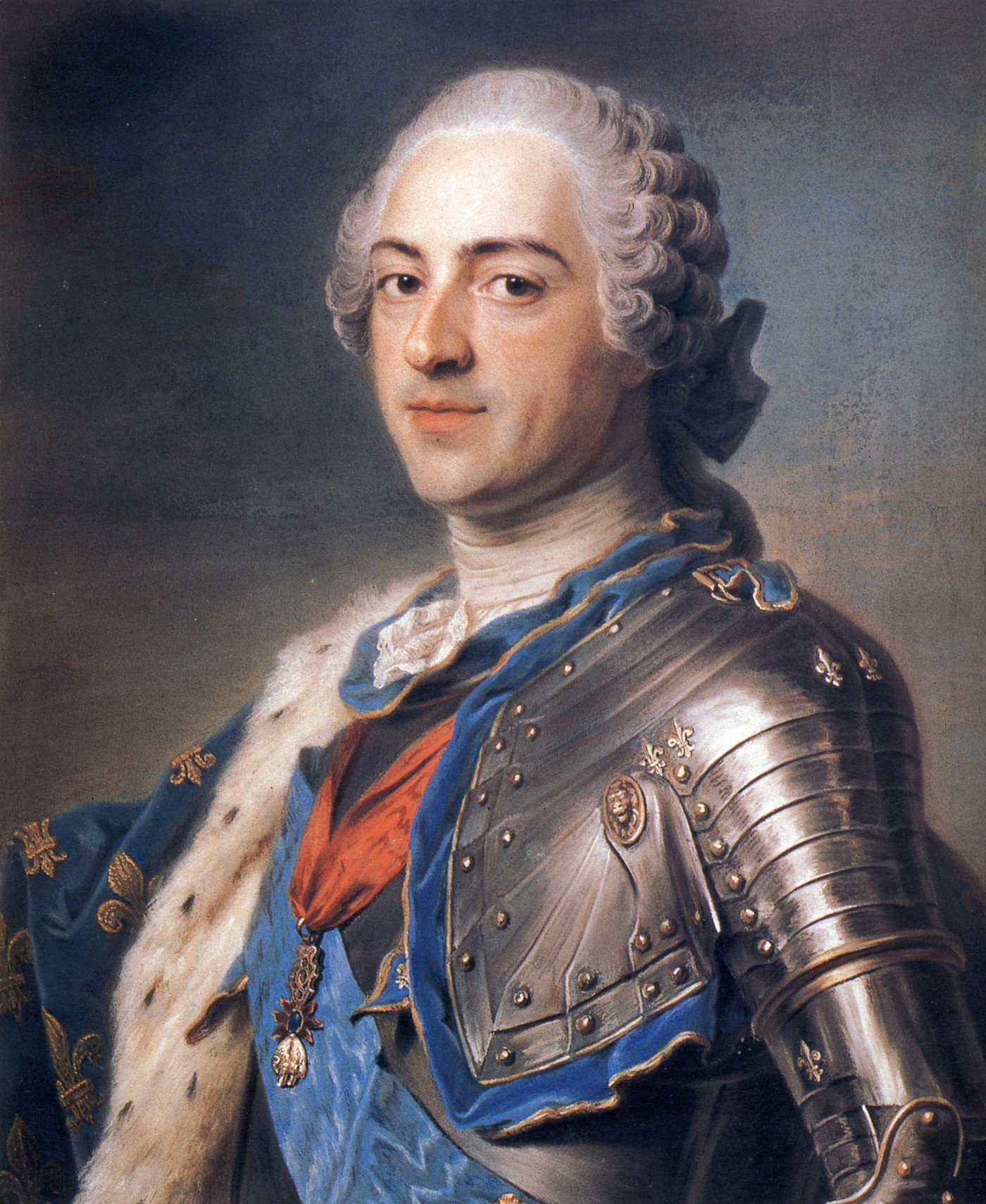
لویی پانزدهم فرانسه (۱۷۱۰-۱۷۷۴)

سبک دقیق حاکمیت فرانسه در طول سال‌ها متفاوت بود. در حال حاضر، هیچ حاکمیت فرانسوی وجود ندارد. سه سنت متمایز (لژیتیمیست، اورلئانیست، و بناپارتیست) وجود دارد که هر کدام ادعای اشکال متفاوتی از عنوان دارند.
سه سبکی که مدعی تاج و تخت فرانسه هستند عبارتند از:
- مشروعه‌گرا: "والامقام‌ترین، قدرتمندترین و عالی‌ترین شاهزاده، X (نام پادشاه) به لطف خدا، پادشاه فرانسه و از ناوار، اعلیحضرت مسیحی." (Très haut, très puissant et très great Prince, X, par la grâce de Dieu, Roi de France et de Navarre, Roi Très-chrétien)
- اورلئانیست: X به لطف خدا، و بر اساس قانون اساسی کشور، پادشاه فرانسه." (X, par la grâce de Dieu و par la loi constitutionnelle de l'État, Roi des Français)
- بناپارتیسم: X،  به لطف خدا و قوانین اساسی جمهوری، امپراتور فرانسه." (X, par la grâce de Dieu et les Constitutions de la République, Empereur des Français.)

## پادشاه فرانک‌هاFrancorum Rex
اصطلاح لاتین Francorum Rex عنوان رسمی لاتین "پادشاه فرانک‌ها" پس از به قدرت رسیدن دودمان کارولنژی بود. گاهی به شکل Rex Francorum می‌باشد. این عنوان در اسناد رسمی استفاده می‌شد تا اینکه زبان فرانسه جایگزین لاتین به عنوان زبان رسمی اسناد قانونی شد و تا قرن هجدهم روی سکه‌ها استفاده می‌شد. با این حال، از اوایل قرن دوازدهم، شکل Franciae Rex ("پادشاه فرانسه") نیز استفاده می‌شد.

## مسیحی‌ترین پادشاه
این عنوان Rex Christianissimus یا Roi Très-chrétien ریشه‌های خود را مدیون رابطه طولانی و متمایز بین کلیسای کاتولیک و فرانک‌ها است. فرانسه اولین دولت مدرنی بود که توسط کلیسا به رسمیت شناخته شد و به عنوان «بزرگترین دختر کلیسا» شناخته شد. کلوویس یکم، پادشاه فرانک‌ها، توسط پاپ به عنوان حافظ منافع رم شناخته شده بود. بر این اساس، این عنوان اغلب به پادشاهان فرانسوی اعطا می‌شد (اگرچه در موارد متعددی پادشاهان دیگر کشورها نیز توسط کلیسا چنین خطاب می‌شدند) و در طول سلطنت شارل ششم به‌طور مکرر مورد استفاده قرار گرفت. تحت فرمان پسرش، شارل هفتم به عنوان یک عنوان موروثی و انحصاری پادشاهان فرانسه شناخته شد. پاپ ژولیوس دوم، که بین سالهای ۱۵۱۰ و ۱۵۱۳ با هنری هشتم، پادشاه انگلستان علیه لوئی دوازدهم، پادشاه فرانسه متحد شد، در نظر داشت که عنوان را از پادشاه فرانسه به پادشاه انگلستان منتقل کند، و خلاصه‌ای از فرمان پاپ را تهیه کرد. با این حال این فرمان، هرگز صادر نشد؛ بنابراین، پادشاهان فرانسه به استفاده از این عنوان، به ویژه در اسناد دیپلماتیک، کمتر در خود فرانسه یا در اصطلاح روزمره ادامه دادند.
استفاده از عنوان "rex christianissimus" برای اشاره به پادشاه فرانسه توسط متفکران فرانسوی قرون وسطایی از جمله ژان گرسون و نیکل اورسمه تأیید شد. هر دوی این اشخاص در مورد آنچه که به عنوان موقعیت منحصر به فرد پادشاه خود در میان پادشاهان جهان مسیحیت می‌نگریستند، نوشتند. این فیلسوفان معتقد بودند که چون او "رکس کریستنیسیموس" بود، پادشاه فرانسه نقش ویژه‌ای به عنوان محافظ کلیسا داشت.

## پادشاه فرانسوی‌ها
با انقلاب فرانسه، نوشتن قانون اساسی برای فرانسه آغاز شد. به عنوان بخشی از اصلاحات، پادشاه از حاکمیت مطلق سرزمین‌های موروثی که قدرت را از خدا می‌گرفت، متوقف شد. در عوض، او به یک حاکم مشروطه تبدیل شد که به خواست مردم فرانسه و به نفع مردم فرانسه حکومت می‌کرد. با فرمانی در ۱۲ اکتبر ۱۷۸۹، عنوان پادشاه از «به فضل خداوند، پادشاه فرانسه و ناوار» به «به فضل خداوند و طبق قانون اساسی کشور، پادشاه فرانسه» تغییر یافت. (فرانسوی: Par la grâce de Dieu et par la loi constitutionnelle de l'État, Roi des Français‎)، با تشکیل قانون اساسی جدید در ۱ اکتبر ۱۷۹۱ رسمی شد. یک سال بعد سلطنت ملغی شد و حامیان بوربون از لوئی شانزدهم و سپس لوئی هفدهم و لوئی هجدهم که تحت این عنوان بوربون‌ها در سال ۱۸۱۵ احیا شدند به عنوان پادشاه فرانسه و ناوار به جای پادشاه فرانسه حمایت کردند. با این حال، سلطنت مشروطه در سال ۱۸۳۰ احیا شد. با سقوط مجدد بوربون‌ها و اگرچه سلطنت مشروطه اورلئانیست، به اصطلاح «پادشاهی ژوئیه»، در سال ۱۸۴۸ ملغی شد، وارثان لوئی فیلیپ همچنان مدعی عنوان و میراث بودند.

## امپراتور فرانسه
میراث بناپارتیسم، این عنوان در سال ۱۸۰۴ توسط ناپلئون بناپارت، که خود تاجگذاری امپراتوری را بر عهده داشت، نهادینه شد. این عنوانی است که بناپارتیست‌ها و حامیان آنها همچنان ادعای آن را دارند.

## عنوان‌های متمایز
علاوه بر عنوان‌های فوق، پادشاهان فرانسه در یک مقطع زمانی دیگر را به تاج و تخت وابسته می‌کردند.

### دوک‌نشین بریتانی
در طول قرون وسطی، پادشاهان فرانسه تصور می‌کردند که دوک‌نشین بریتانی از نظر فئودالی بخشی از پادشاهی فرانسه آنهاست (یعنی در داخل مرزهای سنتی قلمرو قرار داشت و پادشاه فرانسه به عنوان فرمانروای دوک‌نشین تلقی می‌شد). با این حال، در واقع، دوک‌نشین بریتانی تا حد زیادی یک کشور مستقل بود. این کشور مستقلاً دارای حاکمیت بود و در خارج از پادشاهی فرانسه قرار داشت و این امر توسط لوئی چهارم، متحد آلان دوم، دوک بریتانی به رسمیت شناخته شد. پادشاهان بعدی فرانسه تا حدودی به دلیل تلاش پادشاهان انگلیس و اسپانیا برای کنترل دوک‌نشین به دنبال کنترل بریتانی بودند.
ماهیت مستقل دوک‌نشین پس از مرگ فرانسیس دوم بریتانی به پایان رسید. دوک‌نشین توسط دخترش آن به ارث رسید، اما شاه شارل هشتم مصمم بود که قلمرو را تحت کنترل سلطنتی درآورد. شارل یک سری اقداماتی کرد که توسط پاپ تصدیق شد. ازدواج او را باطل کرد و سپس او را مجبور به ازدواج با خود نمود. در نتیجه، پادشاهی فرانسه و دوک‌نشین بریتانی در پیوند شخصی ازدواج خود قرار گرفتند و پادشاه فرانسه نیز طبق یوره اوکساریس لاتین: jure uxoris عنوان دوک بریتانی را داشت. در طول ازدواج خود، شارل هشتم همسرش آن را از استفاده از عنوان دوشس بریتانی منع کرد و یک فرماندار سلطنتی از خاندان پنتیور را به دوک‌نشین تحمیل کرد. اما از نظر قانونی، دوک‌نشین از فرانسه جدا باقی ماند. این دو عنوان تنها با ازدواج پادشاه و ملکه به هم مرتبط شدند، و در سال ۱۴۹۸ هنگامی که شارل هشتم بدون فرزند درگذشت، عنوان «دوک بریتانی» به جای انتقال به وارث فرانسه، لوئی دوازدهم نزد آن باقی ماند. آن به بریتانی بازگشت و شروع به برقراری مجدد یک حکومت مستقل مستقل کرد.
با این حال، پادشاه جدید فرانسه، لوئی دوازدهم با خود آن ازدواج کرد، و بنابراین پادشاه بار دیگر براساس یوره اوکساریس jure uxoris دوک بریتانی شد. از نظر قانونی، بریتانی همچنان متمایز باقی ماند و آینده آن وابسته به نسل دوک بود که اکنون در اختیار دربار مونتفورت است. هنگامی که آن درگذشت، بریتانی به جای ماندن در کنار پادشاه فرانسه، پدرش، به دختر و وارثش، کلود رسید.
کلود با پادشاه آینده فرانسوای یکم ازدواج کرد. با این ازدواج و از طریق جانشینی تاج و تخت فرانسه، پادشاه فرانسه بار دیگر دوک بریتانی یوره اوکساریس شد.
مرگ کلود در سال ۱۵۲۴ دوک‌نشین را یک بار دیگر از تاج و تخت جدا کرد و (آنطور که به نظر می‌رسد) برای آخرین بار. از آنجا که کلود، مانند مادرش، دوشس مستقل بود، لقب «دوک» نزد شوهرش باقی نماند، بلکه به پسرش، فرانسیس سوم بریتانی، که او نیز دوفن فرانسه بود، رسید. از نظر قانونی، ولیعهد و دوک‌نشین دوباره از هم جدا بودند، اما دوک یک کودک بود، و دوک‌نشین سال‌ها به عنوان بخشی جدایی ناپذیر از فرانسه اداره می‌شد. شاه مشکل کمی در حفظ کنترل سلطنتی بر دوک داشت. استقلال بریتانی عملاً زمانی پایان یافت که در سال ۱۵۳۲ املاک بریتانی اتحاد دائم بریتنی با تاج و تخت فرانسه را اعلام کردند. از نظر قانونی، دوک‌نشین اکنون بخشی از فرانسه بود.
فرانسیس سوم دوک بریتانی باقی ماند، اما بدون رسیدن به تاج سلطنتی فرانسه در سال ۱۵۳۶ درگذشت. برادرش، هانری دوم جانشین او شد. هانری پادشاه فرانسه بود که به تنهایی دوک بریتانی شد. هر اثری از استقلال بریتانی با رسیدن هانری به تاج و تخت فرانسه در سال ۱۵۴۷ خاتمه یافت. پادشاهی و دوک‌نشین اکنون از طریق ارث با هم متحد شده بودند و بدین ترتیب ادغام بریتانی در فرانسه کامل شد. قابل ذکر است، هنگامی که هانری سوم (آخرین مرد مستقیم از کلود فرانسه) درگذشت، بریتانی به عنوان بخشی از تاج و تخت به وارث بعدی فرانسه، هانری چهارم رسید و نه به ارشدترین وارثان کلود. (یا هنری دوم، دوک لورن یا اینفانتا ایزابلا کلارا اوژنیا از اسپانیا).
عنوان «دوک بریتانی» پس از مرگ کلود فرانسه تا حد زیادی به عنوان پادشاه فرانسه دیگر مورد استفاده قرار نگرفت. هنگامی که ظاهر شد، این عنوان توسط پادشاه فرانسه به یکی از نوادگان مستقیم او اعطا شد و در هر صورت فقط دارای عنوان بود.
(به دوک‌نشین بریتانی مراجعه کنید)

### پادشاهی ناوار
ناوار دو بار با فرانسه متحد شد: از ۱۳۱۴ تا ۱۳۲۹ (عملاً از ۱۲۸۴، پس از ازدواج فیلیپ چهارم فرانسوی با ژوآن یکم ناواری)، و از ۱۵۸۹ تا کنون.
در مورد اول، اتحاد صرفاً مربوط به دو تاج بود: اگرچه پادشاهان مربوط هر دو عنوان را داشتند، اما دو پادشاهی از نظر قانونی متمایز بودند و فقط به دلیل تبار پادشاهان از ازدواج جوآن و فیلیپ بود. بر این اساس، هنگامی که نسب مستقیم مذکر آنها از بین رفت، دو قلمرو از هم جدا شدند، فرانسه به برادرزاده فیلیپ، فیلیپ والوآ، و ناوار به نوه (و وارث ارشد) ژوآن و فیلیپ، ژوان دوم ناوار به ارث رسید. با این حال، دارایی‌های ژوآن در فرانسه، که از اجدادش کنت‌های شامپاین به ارث رسیده بود، با ناوار به وارثان ژوان منتقل نشد. در عوض، ژوآن طبق معاهده، آنها را با سرزمین‌های دیگر در فرانسه مبادله کرد، سپس فیلیپ میراث شامپنوآ را در تاج و تخت فرانسه ادغام کرد.
به‌طور تصادفی، فرانسه و ناوار دوباره در سال ۱۵۸۹، در شخص آنری چهارم با هم متحد شدند: مادرش، جین سوم ناوار، ملکه ناوار (و وارث ارشد ژوان دوم)، پدرش، آنتوان دوبوربون بود، پس از دودمان والوآ، ارشدترین وارث بود؛ بنابراین او به «پادشاه فرانسه و ناوار» تبدیل شد. او همچنین، از نظر ارث، صاحب سرزمین‌های مهم دیگری در فرانسه بود: برن، دونزان و آندورا، که اگرچه بخشی از مرزهای فئودالی فرانسه بودند، اما حاکمیت مستقلی داشتند. و تحت صلاحیت سلطنتی، دوک‌نشین‌های آلبرت، بومونت، واندوم، و کنت‌نشین‌های فوکس، آرمانیاک، کومینگز، بیگور و مارل.
طبق سنت تثبیت شده، زمین‌های درون مرزهای قانونی فرانسه (بنابراین، دوک‌نشین‌ها و کنت‌نشین‌های هانری) زمانی که صاحب آن پادشاه می‌شد، در تاج پادشاهی ادغام می‌شد. اربابان مستقل، چه بخشی از مرزهای فئودالی فرانسه باشند و چه نباشند، دارایی‌های متمایز باقی خواهند ماند. با این حال هانری از پیروی از این سنت امتناع ورزید: بدون داشتن پسر قانونی برای واگذاری دارایی‌هایش، و مجبور به مبارزه برای حفظ حکومت خود بر فرانسه، می‌خواست اطمینان حاصل کند که اگر بدون فرزندان مشروع بمیرد، در تقسیم ارث بعدی خود اطمینان حاصل کند، خواهرش کاترین تمام ارث والدین آنها را دریافت می‌کرد (اگر او اجازه می‌داد که زمین‌های فرانسوی خود قبل از مرگ بدون فرزندان قانونی با تاج پادشاهی ادغام شود، زمین‌های ادغام شده به عنوان بخشی از تاج به وارث بعدی تاج و تخت، پسرعموی او هانری شاهزاده کنده می‌رسید. بر این اساس، با نامه‌های ثبت اختراع ۱۳ آوریل ۱۵۹۰، او اعلام کرد که دارایی‌های شخصی او جدا از تاج و تخت باقی می‌ماند و مشمول قانون سالیک نمی‌شود. در نامه‌های ۲۱ دسامبر ۱۵۹۶، وی همچنین اظهار داشت که «حوزه باستانی ما، در پادشاهی ما ناوار و سرزمین مستقل بیرن و دونازان، کشورهای پست فلاندر، و همچنین دوک‌نشین‌ها، کنت‌نشین‌ها، مناطق، سرزمین‌ها، ارباب‌های ما در این کشور پادشاهی، متفرق، منفصل و جدا از خانه ما فرانسه باشد و به هیچ وجه شامل یا ادغام نشود، مگر اینکه به دستور ما باشد، یا خدا فیض بچه دار شدن را به ما عطا کند که مایلیم به آن عطا کنیم.» پارلمان پاریس از ثبت این نامه‌ها امتناع ورزید و اظهار داشت که قوانین عمومی فرانسه اجازه تقسیم اموال عمومی و خصوصی پادشاه را نمی‌دهد. در عوض، هانری آنها را در پارلمان‌های بوردو و تولوز ثبت کرد؛ بنابراین، از سال ۱۵۸۹ تا ۱۶۰۷، پادشاه فرانسه و ناوار همچنین ارباب برن، دوک آلبرت و واندوم، کنت فوکس و غیره بود.
این اعمال در سال‌های ۱۶۰۶–۱۶۰۷ برعکس شد: هانری یک پسر قانونی داشت و مرگ خواهرش بدون هیچ مشکلی هرگونه نیاز به اشتراک در میراث ناواری را باطل می‌کرد. با فرمانی در سال ۱۶۰۷، حکم اولیه پارلمان پاریس مبنی بر اینکه اراضی داخل فرانسه به‌طور خودکار در تاج پادشاهی ادغام می‌شدند، تأیید شد و پادشاه دیگر دوک آلبرت و واندوم، کنت فوکس و غیره نبود؛ زیرا ناوار، برن، آندوره و دونازان مستقل از فرانسه بودند، با این حال، پادشاه به‌طور جداگانه پادشاه ناوار، و ارباب قلمروهای دیگر باقی ماند.
در اکتبر ۱۶۲۰، ادغام میراث ناوار در فرانسه بیشتر شد، زمانی که لوئی سیزدهم در ۲۰ اکتبر فرمانی را در پائو توسط شورای حاکمیتی ناوار صادر کرد تا از "بدبختی‌ها و ناراحتی‌هایی که در صورت عدم موفقیت یک وارث مرد پیش می‌آید جلوگیری شود. به خاندان سلطنتی ما گفته شد که کشورها از طریق ارث به شاهزادگان خارجی منتقل شدند و بدین ترتیب دری برای ورود به پادشاهی ما باز شد. با این «فرمان همیشگی و فسخ ناپذیر»، ناوار، برن، آندورا و دونزان متحد شدند و به تاج و تخت فرانسه ملحق شدند": اگرچه، مانند مورد اسکاتلند و انگلستان در سال ۱۷۰۷، در حالی که قلمروهای ناوار از نظر سیاسی و سلطنتی با فرانسه متحد شده بودند. آنها نهادهای جداگانه خود را حفظ کردند؛ بنابراین آنها به‌طور غیرقابل برگشتی به فرانسه ملحق شدند، اما در آن ادغام نشدند. با این حال، برخلاف قانون اتحادیه بریتانیا، ناوار قوه قضاییه مستقل خود را از دست داد، واقعیتی که ناواری‌ها برای مدت طولانی پس از آن از آن ناراحت بودند. با این وجود، پادشاهان بوربون فرانسه با توجه به ماهیت مجزای پادشاهی ناوار (و ارباب‌های برن، آندورا و دونزان که به تاج ناوارا وابسته بودند)، معمولاً از عنوان «پادشاه فرانسه و ناوارا» استفاده می‌کردند.